# Charlotte Therkelsen
Charlotte Therkelsen Sætersdal, född 1981, är en norsk politiker tillhörande partiet Rødt. Sedan 2023 är hon vice ordförande i partiet. Efter kommunvalet samma år blev hon vald till kommunalråd i Kragerø kommun. Therkelsen är även suppleant för Telemark i Stortinget perioden 2021–2025.
Therkelsen var 1:e vice KSO i Kragerø kommun från 2015 till 2019. Vid kommunalvalet 2015 var hon den politikern i Telemark fylke som fick flest personröster.